# 무공해 농산물
무공해 농산물(無公害農産物)은 사람의 몸에 해로운 물질이 없는 농산물을 일컫는 단어이다. 오염되지 않은 농경지에서 농약이나 화학비료를 쓰지 않고 작물을 재배하는 것이다. 농약 대신 천적을 기르는 방법을 쓰기도 한다.